# Taraxacum brevifloroides
Taraxacum brevifloroides — вид квіткових рослин з родини айстрових (Asteraceae). Вид зростає в Європі: Швейцарія, Австрія, Польща, Франція; це багаторічна рослина помірних біомів.